# کوت‌لو (آردانوچ)
کوت‌لو (به ترکی استانبولی: Kutlu) یک منطقهٔ مسکونی در ترکیه است که در آردانوچ واقع شده‌است. کوت‌لو ۸۴ نفر جمعیت دارد.